# كارلوس دياز (ممثل)
كارلوس دياز (بالإسبانية: Carlos Patricio Díaz)‏ هو ممثل تشيلي، ولد في 21 يوليو 1970 بسانتياغو في تشيلي.

## أعمال

### أفلام
- (2002) جون كيو[1]
- (2010) المستردون[2]

### مسلسلات
- التحليق إلى المجهول

## وصلات خارجية
- كارلوس دياز على موقع IMDb (الإنجليزية)
- كارلوس دياز على موقع ألو سيني (الفرنسية)
- كارلوس دياز على موقع أول موفي (الإنجليزية)
- كارلوس دياز على موقع قاعدة بيانات الفيلم (الإنجليزية)
- كارلوس دياز على موقع كينوبويسك (الروسية)